# Кен Вільямс (айкідока)
Кен Вільямс (англ. Ken Williams) — Сенсей Айкідо.
У віці двадцяти чотирьох років Сенсей Вільямс почав вивчати бойові мистецтва під керівництвом Сенсея Кєнсіро Аббе (10 дан айкідо).
Як виявилося пізніше, Вільямс став його основним та єдиним постійним асистентом та першим та єдиним асистентом-неяпонцем у японського вчителя.
Пізніше був призначений Національним Тренером Британської Ради Айкідо та представником Айкікай. На цій посаді він розпочав навчання та популяризацію айкідо у Великій Британії.
В цей час він був наймолодшим володарем третього дану у світі. Сенсей Кенсіро Аббе запрошував для Сенсея Вільямса багатьох вчителів з Айкікай. Серед них:
- Сенсей Наказоно (8 дан)
- Сенсей Норо (7 дан)
- Сенсей Тамера (7 дан)
- Сенсей Тада (8 дан).

Через 11 років вчитель Вільямса  Кенсіро Аббе повернувся в Японію. Вільямс продовжував навчатися самостійно і практикувати протягом 9 років, створивши "Спільнота Айкідо". Потім він поїхав до Японії і там навчався у сенсея Коічі Тохея.
Після цієї зустрічі Сенсей Вільямс заснував "Кі Федерацію Великої Британії". Через 10 років він завершив своє навчання у Сенсея Тохея и почав викладати свій власний метод, пристосований до західного спосібу життя.